# Oxidhalogenide
Oxidhalogenide sind chemische Verbindungen, die gleichzeitig Sauerstoff- und Halogenatome enthalten, gebunden an ein zentrales Metall- oder Halbmetallatom. Sie bilden eine eigenständige Stoffklasse, die sowohl strukturell als auch chemisch Eigenschaften von Oxiden und Halogeniden vereint. Oxidhalogenide wie BiOCl werden auch zu den basischen Salzen gerechnet.

## Nomenklatur
Für die Bildung der Namen von Oxidhalogeniden werden diese wie Doppelsalze behandelt, in denen O2--Ionen vorliegen. Eine Ausnahme davon ist, wenn andere Ionen mit eigenen Namen vorhanden sind (wie bei den Nitrosyl- und Nitryl-, Sulfuryl- und Thionylhalogeniden).
Die veraltete Bezeichnung Oxyhalogenide und davon abgeleiteten Namen (wie zum Beispiel Bismutoxychlorid) sollten nicht mehr verwendet werden.

## Vorkommen
Die Oxidhalogenide bilden eine Mineralgruppe mit über 30 Halogen-Schwermetall-Verbindungen und zum Teil komplizierter Kristallstruktur. Sämtliche dieser Mineralien entstehen bei der Verwitterung von Metallerzen unter ariden Bedingungen. Beispiele von Oxidhalogenidmineralien sind Atacamit, Connellit und Perit.

## Struktur und Zusammensetzung
Oxidhalogenide bestehen aus Metall- oder Halbmetallkationen, die von Sauerstoff- und Halogenanionen umgeben sind. Die Bindungssituation kann stark variieren: Während einige Oxidhalogenide diskrete Moleküle bilden, existieren viele als kristalline Festkörper mit komplexen Netzwerkstrukturen.
Ein einfaches Beispiel ist Bismutoxychlorid (BiOCl), dessen Struktur aus Schichten von Bi2O2-Kationen besteht, zwischen denen Chloridionen eingelagert sind. Solche Schichtstrukturen führen zu anisotropen physikalischen Eigenschaften.

## Synthese
Oxidhalogenide lassen sich häufig durch partielle Hydrolyse von Halogeniden herstellen. Beispielsweise kann BiCl3 in Wasser teilweise hydrolysiert werden, wobei BiOCl ausfällt:
{\displaystyle {\ce {BiCl3 + H2O -> BiOCl + 2 HCl}}}
Metall-Oxidhalogenide können auch durch direkte Halogenierung der Oxide gewonnen werden.
Weitere Synthesewege umfassen Festkörperreaktionen bei erhöhter Temperatur, Gasphasenreaktionen oder Schmelzreaktionen unter kontrollierter Atmosphäre.

## Eigenschaften und Anwendungen
Oxidhalogenide sind meist feste oder flüssige (wie Chrom(VI)-oxiddichlorid oder Thionylchlorid) Verbindungen. Nur von recht wenigen Metallen, insbesondere von einigen Übergangselementen, kennt man gasförmige Oxidhalogenide.
Viele Oxidhalogenide besitzen interessante optische, elektronische oder katalytische Eigenschaften. Bismutoxychlorid wird zum Beispiel als Perlglanzpigment in der Kosmetikindustrie eingesetzt. Bestimmte Seltenerden-Oxidhalogenide zeigen Lumineszenz und werden in Leuchtstoffen verwendet.
In der Festkörperchemie werden Oxidhalogenide auch aufgrund ihrer ionischen Leitfähigkeit und ihrer kristallchemischen Vielfalt untersucht.
Beispiele für Oxidhalogenide:
- BiOCl (Bismutoxidchlorid)
- BiOBr (Bismutoxidbromid)
- Pb2OCl2 (Bleioxidchlorid)
- LaOCl (Lanthanoxidchlorid)
- SmOBr (Samariumoxidbromid)
- ZrOCl2 (Zirkoniumdichloridoxid)